# Lennard Maloney
Lennard Maloney (* 8. Oktober 1999 in Berlin) ist ein deutsch-amerikanischer Fußballspieler. Er steht beim 1. FSV Mainz 05 unter Vertrag und ist Nationalspieler der Vereinigten Staaten. Zuvor absolvierte er Länderspiele für deutsche Nachwuchsnationalmannschaften sowie für die US-amerikanische U20.

## Familie
Lennard Maloney ist der Sohn eines US-amerikanischen Air-Force-Veteranen und einer deutschen Flugbegleiterin. Er wuchs bilingual auf und besitzt sowohl die deutsche als auch die US-amerikanische Staatsbürgerschaft.
2025 heiratete er seine Frau Hannah in Mainz.

## Karriere

### Verein
Der gebürtige Berliner begann mit vier Jahren beim Köpenicker SC mit dem Fußballspielen. Über die Jugend des FSV Blau Weiß Mahlsdorf/Waldesruh kam er als 13-Jähriger zum 1. FC Union Berlin, wo er fortan ausgebildet wurde. Mit der U19 des Vereins wurde der Verteidiger in der Saison 2016/17 Meister der A-Junioren-Regionalliga Nordost und stieg in die A-Junioren-Bundesliga auf.
Zur Saison 2017/18, seiner letzten Spielzeit bei den Junioren, erhielt er einen bis zum 30. Juni 2019 gültigen Profivertrag und rückte in den Profikader der Unioner auf. Sein Debüt gab er am 1. April 2018 bei der 1:2-Auswärtsniederlage in Fürth, bis er in der 77. Minute für Marcel Hartel ausgewechselt wurde. Dies blieb sein einziger Einsatz für die Profis in dieser Saison. Für die U19 kam er in dieser Spielzeit 24-mal in der A-Junioren-Bundesliga zum Einsatz. In der Saison 2018/19, in der Union in die Bundesliga aufstieg, wurde er nicht eingesetzt. Ebenso blieb er in der Saison 2019/20 ohne Einsatz.
Ende Januar 2020 verlieh Union den Verteidiger bis zum Saisonende in die 3. Liga an den Chemnitzer FC. Für die Sachsen lief Maloney achtmal auf verschiedenen Defensivpositionen auf und stieg mit ihnen am Saisonende in die Regionalliga Nordost ab.
Zur Saison 2020/21 wechselte der Deutschamerikaner schließlich zur zweiten Mannschaft von Borussia Dortmund, die in der viertklassigen Regionalliga West spielte. Er unterschrieb einen Vertrag bis zum 30. Juni 2022. Unter dem Cheftrainer Enrico Maaßen war er Stammspieler in der Innenverteidigung und steuerte 34 Einsätze (ein Tor) zum Aufstieg in die 3. Liga bei. Am 23. Oktober 2021 debütierte der 22-Jährige unter Marco Rose in der Bundesliga, als er bei einem 3:1-Sieg gegen Arminia Bielefeld kurz vor dem Spielende eingewechselt wurde.
Zur Saison 2022/23 wechselte Maloney ablösefrei in die 2. Bundesliga zum 1. FC Heidenheim, bei dem er einen Vertrag bis zum 30. Juni 2025 unterschrieb. Zum Ende derselben Saison stieg er mit Heidenheim als Zweitligameister in die Bundesliga auf. Er stand in 33 von 34 Ligaspielen auf dem Feld, davon 31-mal in der Startelf.
Im Januar 2025 wechselte er zum 1. FSV Mainz 05 und unterschrieb dort einen Vertrag bis 2028.

### Nationalmannschaft
Maloney lief zunächst im Jahr 2017 dreimal für deutsche Juniorennationalmannschaften auf.
Bereits im April 2018 hatte er in einem Fachmagazin geäußert, dass es sein größter Traum wäre, einmal für eine US-Nationalmannschaft aufzulaufen. Im Juli wurde er dann für die US-amerikanische U20 nominiert. Er nahm an einem Trainingslager teil, ohne jedoch in einem Pflichtspiel aufgestellt zu werden. Im September folgte eine erneute Nominierung und sein Debüt gegen Jamaika.
Im Oktober 2023 wurde Maloney erstmals in die A-Nationalmannschaft der USA berufen. Während er bei dem Freundschaftsspiel gegen Deutschland keinen Einsatz bekam, wurde Maloney gegen Ghana in der 64‘ Spielminute zu seinem Debüt eingewechselt.

## Erfolge
- Aufstieg in die 3. Liga: 2021
- Aufstieg in die Bundesliga: 2019 (ohne Einsatz)
- Meister der A-Junioren-Regionalliga Nordost und Aufstieg in die A-Junioren-Bundesliga: 2017
- Meister der 2. Bundesliga 2023